# Exciter Tour
Exciter Tour a fost un turneu mondial susținut de formația engleză Depeche Mode în anul 2001, pentru a promoa cel de al X-lea album Exciter.
Turneul Exciter Tour a debutat pe 4 iunie 2001 la West Hollywood, California și s-a încheiat pe 5 noiembrie 2001 la Mannheim. În total, Depeche Mode a susținut 84 de concerte în 24 de țări în fața a mai bine 1.500.000 de oameni. Concertele susținute la Paris au fost filmate pentru ca în mai 2002 să se realizeze un DVD, One Night in Paris.